# Prima Primissima díj
A Prima Primissima díjat Demján Sándor vállalkozó a Vállalkozók Országos Szövetsége (VOSZ) támogatásával alapította 2003-ban, hogy évenkénti átadásával megjutalmazzanak olyan művészeket, sportolókat, valamint a tudományos élet, a népművelés, az oktatás és a sajtó képviselőit, akik munkásságukkal kiérdemelték a legkiválóbbaknak járó elismerést, s teljesítményük, emberi tartásuk, értékrendjük követendő lehet mások számára.

## A díj, és odaítélésének menete
Az alapítványi formában felajánlott összeg több mint 2 milliárd forint volt, amit 10 éven keresztül terveztek kiosztani a kiemelkedő tevékenységet felmutató, évente 30 jelöltből kiválasztott nyertesek között. 2013-ban a díj gondozását és finanszírozását az OTP Bank vállalta át.
Jelölteket a VOSZ elnöksége, megyei- és szekcióelnökei, a társadalmi tanácsadó testületének tagjai, a Prima Primissima Alapítvány kuratóriuma, valamint érdekvédelmi, érdekképviseleti és szakmai civilszervezetek állíthatnak. Jelölhető minden olyan magyar állampolgárságú, magyarországi székhelyű jogi személy, jogi személyiséggel nem rendelkező társaság, társadalmi szervezet és alkotóközösség, amely a Magyar Köztársaság területén végezte elismerendő tevékenységét. 2003 és 2012 között a jelöltek közül a Prima Primissima Alapítvány és a Társadalmi Tanácsadó Testület  titkos szavazással választott ki három-három Primát, tíz kategóriában. A Primák egyben jelöltekké is váltak: a magyar vállalkozók napján közülük választották meg titkos szavazással a Primissimákat, továbbá a nagyközönség telefonos és internetes, illetve SMS-ben történő szavazásával a közönségdíjast. 2013-tól módosultak a jelölés szabályai. Kategóriánként felállítottak egy szakmai testületet, amelyek a nagyszámú jelöltek közül kiválasztanak maximum tízet, s közülük választja ki a kuratórium a Primákat, majd a kuratórium és a VOSZ közösen a Primissimákat.
A Prima Primissima díj összege 2003 és 2012 között kategóriánként évente 50 000 euró, a Prima díjasoké pedig 10 000 euró volt. A közönségdíjasok további 50 000 eurót vehettek át. 2013-tól a Prima díj összegét 5 millió forintban, míg a Prima Primissima díjakét 15 millió forintban állapították meg, csökkentve ezzel a két díj közötti különbséget. A közönségdíjas is ezt a díjat kapják, Prima a díján felül. 2024-től a díjak összege 5 millióról 8-ra, illetve 15-ről 20 millió forintra emelkedtek.
2012-ig a díjkiosztó ünnepségen a Primissimák részére átadott eozin porcelánszobrot Schrammel Imre Kossuth-díjas keramikus művész mintázta a világhírű Kincsem versenylóról. A szobrot a pécsi Zsolnay Porcelánmanufaktúra Zrt. készítette. A közönségdíjasok a Kincsem-szobornak az Ajka Kristály Kft. által megformált kristályváltozatát vehették át. 2013-ban azért, hogy „a díj még markánsabban jelenítse meg az értékteremtő magyar tehetség erejét”, a díj teljes megújuláson ment keresztül, amelynek részeként az elismerést megjelenítő kisplasztika is megváltozott. Azóta a Kincsem-szobor helyett a meghívásos pályázatgyőztes Szmrecsányi Boldizsár (BOLDI) szobrászművész kisplasztikáját adják át a nyerteseknek. A trófea egy, az íját a magasba emelő íjászalak, amely a többiek fölé emelkedést, a teljesítmény és a tehetség szárnyalását, a magasra törést jelképezi; ráadásul az íj és az íjászat szorosan kapcsolódik a magyarsághoz, honfoglaló őseinkhez, így a szobor további jelentésrétegekkel is gazdagodott. A prima primissimák arany, míg a primák ezüst színű szobrocskát kapnak.
A 2007. évi, 5., jubileumi díjkiosztáson a korábbi prímák közül öten Jubileumi Prima Primissima díjban részesültek, megkapták a Kincsem-emlékszobrot és mellé 40 000 eurót. Ez évtől jelenik meg a Prímák évkönyve.
2012-ben a 10., jubileumi díjkiosztás alkalmából az alapító, aki a díjazottak kiválasztásában azelőtt sohasem vett részt, személyesen választott ki öt Jubileumi Prima Primissima díjast az addigi primák közül.

## Kategóriák
A Prima Primissima Alapítvány kuratóriuma és Társadalmi tanácsadó testülete a jelöltek listájából választ ki titkos szavazással három-három jelöltet az alábbi tíz kategóriákban:
- magyar irodalom
- magyar színház- és filmművészet
- magyar képzőművészet
- magyar tudomány
- magyar oktatás és köznevelés
- magyar építészet és építőművészet
- magyar sajtó
- magyar sport
- magyar népművészet és közművelődés
- magyar zeneművészet

A Vállalkozók Napján újabb titkos szavazás dönt a nyertesekről. A kategóriák első helyén végzők a primissimák, a két további helyezettek pedig a primák. Ezen felül a nagyközönség telefonos, internetes, illetve SMS-ben történő szavazással kiválaszt egy közönségdíjast is a 30 fős, nyilvános listán szereplők közül.
Három éven át az írott és az elektronikus sajtó kategóriákban külön-külön adtak át díjakat. 2006-ban ezeket a kategóriákat összevonták és újként jelent meg a magyar sport kategória.
2007-től ítélik oda a Junior Prima díjat, amelyet kategóriánként 10 kiemelkedő teljesítményt nyújtó harminc év alatti fiatal érdemelhet ki.
 2005-től a Prima Primissima területi Prima díjakkal egészült ki. Alig hat év alatt az összes megye csatlakozott, így 2012-től az ország egész területén önálló elismerésben részesülhetnek a szellemi élet, a kultúra, a tudomány, a művészet és a sport megyei legjobbjai. A vármegyei Prima díjak rendszerének célja, hogy megőrizze a magyar értelmiség és szellem helyi eredményeit, erősítve a kisebb társadalmi egységek összetartozását, elősegítve fejlődésüket. Az évenként odaítélt vármegyei (2022-ig: megyei) Prima díjat mind a tizenkilenc vármegyében, megyénként hárman nyerhetik el.

## A díjazottak listája évek szerint

### 2000-es évek

#### 2003
A díjátadás ideje: december 11., helye: Nemzeti Színház, műsorvezetők: D. Tóth Kriszta és Vitray Tamás
| Kategória                          | Prima Primissima díj                 | Prima díj                                                                          |
| ---------------------------------- | ------------------------------------ | ---------------------------------------------------------------------------------- |
| Magyar irodalom                    | Szabó Magda író                      | Nádas Péter író Székely Magda író                                                  |
| Magyar színház- és filmművészet    | Darvas Iván színművész               | Mácsai Pál színművész Törőcsik Mari színművész                                     |
| Magyar képzőművészet               | Varga Imre szobrászművész            | Deim Pál festő-, grafikus-, szobrászművész Somogyi Győző festőművész               |
| Magyar tudomány                    | Vizi E. Szilveszter akadémikus       | Gyulai József akadémikus Pungor Ernő akadémikus                                    |
| Magyar oktatás és köznevelés       | Nemeskürty István filmtörténész, író | Jelenits István pap, tanár és nevelő Kiss Tibor grafikus, egyetemi docens          |
| Magyar építészet és építőművészet  | Makovecz Imre építész                | Ekler Dezső építész Vadász György építész                                          |
| Magyar írott sajtó                 | Gömöri Endre újságíró, publicista    | a Magyar Szemle folyóirat Móser Zoltán fotóművész                                  |
| Magyar elektronikus sajtó          | Vitray Tamás újságíró, tévériporter  | Kudlik Júlia volt televíziós műsorvezető a Hír TV stábja                           |
| Magyar népművészet és közművelődés | Sebestyén Márta előadó, énekművész   | Novák Ferenc koreográfus, színházi rendező Sebő Ferenc népzenekutató, előadóművész |
| Magyar zeneművészet                | Rost Andrea operaénekes              | Szörényi Levente előadóművész, zeneszerző a Liszt Ferenc Kamarazenekar             |

| Közönségdíj | A Hír TV stábja |

#### 2004
A díjátadás ideje: december 8., helye: Nemzeti Színház
| Kategória                          | Prima Primissima díj                   | Prima díj                                                    |
| ---------------------------------- | -------------------------------------- | ------------------------------------------------------------ |
| Magyar irodalom                    | Juhász Ferenc, költő                   | Jókai Anna író Závada Pál író                                |
| Magyar színház- és filmművészet    | Garas Dezső színművész                 | Szabó István filmrendező Udvaros Dorottya színművész         |
| Magyar képzőművészet               | Melocco Miklós szobrászművész          | Kokas Ignác festőművész Korniss Péter fotográfus             |
| Magyar tudomány                    | Kosáry Domokos akadémikus              | Csányi Vilmos biológus, etológus Vargyas Lajos népzenekutató |
| Magyar oktatás és köznevelés       | Mindentudás Egyeteme online egyetem    | Grétsy László nyelvész Szabó Dénes karnagy, zenetanár        |
| Magyar építészet és építőművészet  | Bán Ferenc építész                     | Dévényi Sándor építész Marosi Miklós építész                 |
| Magyar írott sajtó                 | Váncsa István újságíró                 | Bánki András újságíró a Vigilia folyóirat                    |
| Magyar elektronikus sajtó          | Szepesi György újságíró, rádióriporter | a Duna Televízió Simon András újságíró, műsorvezető          |
| Magyar népművészet és közművelődés | a Kaláka                               | Bene István kovács Padisák Mihály író                        |
| Magyar zeneművészet                | Presser Gábor előadóművész, zeneszerző | a Benkó Dixieland Band Kocsis Zoltán zongoraművész           |

| Közönségdíj | Jókai Anna író |

#### 2005
A díjátadás ideje: december 8., helye: Nemzeti Színház
| Kategória                          | Prima Primissima díj                    | Prima díj                                                                                      |
| ---------------------------------- | --------------------------------------- | ---------------------------------------------------------------------------------------------- |
| Magyar irodalom                    | Lázár Ervin író                         | Hubay Miklós drámaíró, műfordító Spiró György író                                              |
| Magyar színház- és filmművészet    | Seregi László balettművész, koreográfus | Cserhalmi György színművész Sára Sándor operatőr, filmrendező                                  |
| Magyar képzőművészet               | Sváby Lajos festőművész                 | Gyulai Líviusz grafikusművész Schéner Mihály festőművész                                       |
| Magyar tudomány                    | Kornai János közgazdász                 | Csókay András agysebész Ferge Zsuzsa szociálpolitológus                                        |
| Magyar oktatás és köznevelés       | Kozma Imre irgalmas rendi szerzetes     | Németh G. Béla irodalom- és művelődéstörténész Schweitzer József nyugalmazott országos főrabbi |
| Magyar építészet és építőművészet  | Csete György építész                    | Kerényi József Péter építész Zoboki Gábor építész                                              |
| Magyar írott sajtó                 | Tamás Ervin újságíró                    | Fehér Béla író, újságíró Illés Sándor író, újságíró                                            |
| Magyar elektronikus sajtó          | Friderikusz Sándor műsorvezető          | Krizsó Szilvia televíziós műsorvezető Ráday Mihály operatőr, rendező, műsorvezető              |
| Magyar népművészet és közművelődés | a Szentendrei Skanzen                   | Berecz András ének- és mesemondó Erdélyi Zsuzsanna néprajzkutató                               |
| Magyar zeneművészet                | Ránki Dezső zongoraművész               | a Budapesti Fesztiválzenekar Kováts Kolos operaénekes                                          |

| Közönségdíj | Csókay András agysebész |

#### 2006
A díjátadás ideje: december 8., helye: Művészetek Palotája
| Kategória                          | Prima Primissima díj                | Prima díj                                                                                         |
| ---------------------------------- | ----------------------------------- | ------------------------------------------------------------------------------------------------- |
| Magyar irodalom                    | Esterházy Péter író                 | Kalász Márton író Nagy Gáspár költő                                                               |
| Magyar színház- és filmművészet    | Kállai Ferenc színművész            | Eperjes Károly színművész Nagy-Kálózy Eszter színművész                                           |
| Magyar képzőművészet               | Kő Pál szobrászművész               | Fehér László festőművész Péreli Zsuzsa textilművész                                               |
| Magyar tudomány                    | Sajó András jogászprofesszor        | Papp Lajos orvosprofesszor Szántay Csaba akadémikus                                               |
| Magyar oktatás és köznevelés       | Szerémy Gyula tanító                | Benkő Loránd akadémikus Huszti Péter színművész, a Színház- és Filmművészeti Egyetem volt rektora |
| Magyar építészet és építőművészet  | Osskó Judit építész                 | Bodonyi Csaba építész Ferencz István építész                                                      |
| Magyar sajtó                       | Czigány György szerkesztő           | a Süni ökológiai gyerekmagazin Vágó István műsorvezető                                            |
| Magyar népművészet és közművelődés | a Csillagszemű gyermek táncegyüttes | Kobzos Kiss Tamás népdalénekes Márta István rendező                                               |
| Magyar zeneművészet                | Sztevanovity Zorán előadóművész     | Fassang László orgonaművész Szakcsi Lakatos Béla zongoraművész, zeneszerző                        |
| Magyar sport                       | Kemény Dénes vízilabdaedző          | Darnyi Tamás úszóedző Janics Natasa és Kovács Katalin kajakversenyző páros                        |

| Közönségdíj | Papp Lajos orvosprofesszor |

#### 2007
A díjátadás ideje: december 7., helye: Művészetek Palotája
| Kategória                          | Prima Primissima díj                                                        | Prima díj                                                                                 |
| ---------------------------------- | --------------------------------------------------------------------------- | ----------------------------------------------------------------------------------------- |
| Magyar irodalom                    | Tandori Dezső költő, műfordító                                              | Mezey Katalin író Parti Nagy Lajos költő, író                                             |
| Magyar színház- és filmművészet    | Lukács Sándor színművész                                                    | Gaál István filmrendező Schubert Éva színművész                                           |
| Magyar képzőművészet               | Schrammel Imre keramikusművész, a Magyar Iparművészeti Egyetem volt rektora | Féner Tamás fotóművész Vígh Tamás szobrászművész                                          |
| Magyar tudomány                    | Glatz Ferenc történész, a Magyar Tudományos Akadémia volt elnöke            | Losonczi Ágnes szociológus Roska Tamás informatikai mérnök                                |
| Magyar oktatás és köznevelés       | Hankiss Elemér szociológus                                                  | Roóz József közíró Várszegi Asztrik pannonhalmi főapát                                    |
| Magyar építészet és építőművészet  | Finta József építész                                                        | Cságoly Ferenc építész Kévés György építész                                               |
| Magyar sajtó                       | Rangos Katalin, az MTV programigazgatója                                    | Juhász Judit a Magyar Katolikus Rádió igazgatója Sediánszky János rádiós újságíró         |
| Magyar népművészet és közművelődés | Jankovics Marcell filmrendező                                               | Andrásfalvy Bertalan néprajzkutató, volt oktatási miniszter a Magyar Állami Népi Együttes |
| Magyar zeneművészet                | Perényi Miklós gordonkaművész                                               | Kelemen Barnabás hegedűművész Vásáry Tamás zongoraművész, karmester                       |
| Magyar sport                       | Egerszegi Krisztina úszó, olimpiai bajnok                                   | Mezei István a cigány labdarúgó-válogatott menedzsere Nagy Tímea vívó , olimpiai bajnok   |

| Közönségdíj | a Magyar Állami Népi Együttes |

| Jubileumi Prima Primissima díj | Bánki András újságíró Novák Ferenc koreográfus, rendező Kocsis Zoltán zongoraművész, zeneszerző, karmester Szabó István filmrendező Törőcsik Mari színművésznő |

#### 2008
A díjátadás ideje: december 5., helye: Művészetek Palotája, műsorvezetők: Krizsó Szilvia és Pálffy István
| Kategória                          | Prima Primissima díj                                 | Prima díj                                                                                        |
| ---------------------------------- | ---------------------------------------------------- | ------------------------------------------------------------------------------------------------ |
| Magyar irodalom                    | Csoóri Sándor író, költő                             | Rakovszky Zsuzsa író, költő, műfordító Réz Pál kritikus, irodalomtörténész                       |
| Magyar színház- és filmművészet    | Markó Iván táncművész, koreográfus                   | Halász Judit színművésznő Makk Károly filmrendező                                                |
| Magyar képzőművészet               | Keleti Éva fotóművész                                | Gross Arnold festő, grafikus Gyémánt László festőművész                                          |
| Magyar tudomány                    | Pusztay János nyelvész, tanszékvezető egyetemi tanár | Freund Tamás neurobiológus Kásler Miklós professzor, az Országos Onkológiai Intézet főigazgatója |
| Magyar oktatás és köznevelés       | Korzenszky Richárd a Tihanyi Bencés Apátság perjele  | Budapesti Városvédő Egyesület Komoróczy Géza orientalista, író, történész                        |
| Magyar építészet és építőművészet  | Novák István építész                                 | Callmeyer Ferenc építészmérnök Török Ferenc építész                                              |
| Magyar sajtó                       | Szegő András újságíró                                | Bojtár B. Endre a Magyar Narancs főszerkesztője Cselényi László a Duna Televízió elnöke          |
| Magyar népművészet és közművelődés | a Muzsikás együttes                                  | Kemény Henrik bábművész az Óbudai Népzenei Iskola                                                |
| Magyar zeneművészet                | Koncz Zsuzsa előadóművész                            | Melis György operaénekes Szokolay Sándor zeneszerző, egyetemi tanár                              |
| Magyar sport                       | az MKB Veszprém Kézilabda Club                       | Gyarmati Dezső vízilabdázó, szakedző Polgár Judit sakkozó, olimpiai bajnok                       |

| Közönségdíj | Halász Judit színművésznő |

| Televíziós különdíj | Magyar Televízió |

#### 2009
A díjátadás ideje: december 4., helye: Művészetek Palotája
| Kategória                          | Prima Primissima díj                   | Prima díj                                                                    |
| ---------------------------------- | -------------------------------------- | ---------------------------------------------------------------------------- |
| Magyar irodalom                    | Fejes Endre író                        | Ágh István költő, író, műfordító Lator László költő, műfordító, esztéta      |
| Magyar színház- és filmművészet    | Haumann Péter színművész               | Bálint András színművész, színházigazgató Psota Irén színművésznő            |
| Magyar képzőművészet               | Földi Péter festőművész                | Bencsik István szobrászművész Keserü Ilona festőművész                       |
| Magyar tudomány                    | Ranschburg Jenő pszichológus           | Kellermayer Miklós egyetemi tanár, sejtkutató Kopp Mária orvos, pszichológus |
| Magyar oktatás és köznevelés       | Horn Péter agrármérnök, egyetemi tanár | Kosztolányi Gyula villamosmérnök, tanár Sárközy Tamás jogász, egyetemi tanár |
| Magyar építészet és építőművészet  | Skardelli György építész               | Jankovics Tibor építész Zalaváry Lajos építész                               |
| Magyar sajtó                       | Schäffer Erzsébet író, publicista      | Fekete Gyula publicista Lőcsei Gabriella újságíró                            |
| Magyar népművészet és közművelődés | a Nemzeti Táncszínház                  | Foltin Jolán koreográfus, rendező, táncpedagógus Palya Bea előadóművész      |
| Magyar zeneművészet                | ifj. Sánta Ferenc hegedűművész         | Bartók vonósnégyes Kelen Péter tenor, operaénekes                            |
| Magyar sport                       | Grosics Gyula az Aranycsapat kapusa    | Cseh László úszó Görbicz Anita kézilabdázó                                   |

| Közönségdíj | Sárközy Tamás jogász, egyetemi tanár |

### 2010-es évek

#### 2010
A díjátadás ideje: december 3., helye: Művészetek Palotája
| Kategória                          | Prima Primissima díj                           | Prima díj                                                                      |
| ---------------------------------- | ---------------------------------------------- | ------------------------------------------------------------------------------ |
| Magyar irodalom                    | Moldova György író                             | Czakó Gábor Csaba prózaíró Gergely Ágnes író, költő                            |
| Magyar színház- és filmművészet    | Koltai Lajos operatőr-rendező                  | Jancsó Miklós filmrendező Sándor György író, előadóművész                      |
| Magyar képzőművészet               | Kubinyi Anna textilművész                      | Farkas Ádám szobrászművész Harasztÿ István szobrászművész                      |
| Magyar tudomány                    | Rubik Ernő építész, feltaláló                  | Tulassay Tivadar gyermekgyógyász Vékás Lajos jogtudós, egyetemi tanár          |
| Magyar oktatás és köznevelés       | Dévény Anna gyógytornász                       | Dávid Katalin művészettörténész Keserü Katalin művészettörténész               |
| Magyar építészet és építőművészet  | Balázs Mihály építész                          | Nagy Tamás építész Varga Levente építész                                       |
| Magyar sajtó                       | Veiszer Alinda műsorvezető                     | Heltai Péter rádiós-tévés műsorvezető Kiss Róbert Richárd turisztikai újságíró |
| Magyar népművészet és közművelődés | a Csík zenekar                                 | Baán László, a Szépművészeti Múzeum főigazgatója a Nyírség Táncegyüttes        |
| Magyar zeneművészet                | Érdi Tamás zongoraművész                       | a Magyar Rádió Gyermekkórusa Tokody Ilona operaénekes                          |
| Magyar sport                       | Buzánszky Jenő labdarúgó, az Aranycsapat tagja | Erdei Zsolt ökölvívó Monspart Sarolta tájfutó                                  |

| Közönségdíj | Kiss Róbert Richárd turisztikai újságíró |

#### 2011
A díjátadás ideje: december 2., helye: Művészetek Palotája
| Kategória                          | Prima Primissima díj                                                | Prima díj                                                                   |
| ---------------------------------- | ------------------------------------------------------------------- | --------------------------------------------------------------------------- |
| Magyar irodalom                    | Csukás István költő, író                                            | Bereményi Géza író, dalszövegíró, filmrendező Szakonyi Károly író, drámaíró |
| Magyar színház- és filmművészet    | Tordy Géza színművész, rendező                                      | Béres Ilona színművész Jordán Tamás színművész, rendező                     |
| Magyar képzőművészet               | Kaján Tibor grafikus, karikaturista                                 | Jovánovics György szobrászművész Váli Dezső festőművész                     |
| Magyar tudomány                    | Kroó Norbert fizikus                                                | Buda Béla orvos, pszichológus Hangody László ortopéd sebész                 |
| Magyar oktatás és köznevelés       | a Weiner Leó Zeneiskola és Zeneművészeti Szakközépiskola            | Csermely Péter biokémikus Szőnyi Erzsébet zeneszerző, zenepedagógus         |
| Magyar építészet és építőművészet  | Vadász György építész                                               | Fekete György belsőépítész Turányi Gábor építész                            |
| Magyar sajtó                       | Al Ghaoui Hesna, a Magyar Televízió szerkesztő-riportere            | Kepes András újságíró Vadas Zsuzsa újságíró                                 |
| Magyar népművészet és közművelődés | a Honvéd Együttes                                                   | Borbély Jolán néprajzkutató Mága Zoltán hegedűművész                        |
| Magyar zeneművészet                | Fischer Iván karmester, a Budapesti Fesztiválzenekar zeneigazgatója | Bogányi Gergely zongoraművész Takács Klára operaénekes                      |
| Magyar sport                       | Kiss László úszó szakedző                                           | Aranycsapat Alapítvány Székely Éva úszónő                                   |

| Közönségdíj | Mága Zoltán hegedűművész |

#### 2012
A díjátadás ideje: december 7., helye: Művészetek Palotája
| Kategória                          | Prima Primissima díj                        | Prima díj |
| ---------------------------------- | ------------------------------------------- | --- |
| Magyar irodalom                    | Krasznahorkai László író                    | Kiss Anna költő, drámaíró Tornai József költő, író, műfordító                                                                  |
| Magyar színház- és filmművészet    | Kósa Ferenc filmrendező                     | Bodrogi Gyula színművész Szinetár Miklós rendező                                                                               |
| Magyar képzőművészet               | Sajdik Ferenc karikaturista                 | Ujházi Péter festőművész V. Majzik Mária képzőművész                                                                           |
| Magyar tudomány                    | Palkovits Miklós akadémikus, agykutató      | Ritoók Zsigmond akadémikus, filológus Szemerédi Endre akadémikus, matematikus, egyetemi tanár                                  |
| Magyar oktatás és köznevelés       | Grétsy László nyelvész, professzor emeritus | Batta András egyetemi tanár, rektor a Szent István Király Zeneművészeti Szakközépiskola és Alapfokú Művészetoktatási Intézmény |
| Magyar építészet és építőművészet  | Török Péter táj- és környezetépítész        | Balogh Balázs építészmérnök, egyetemi tanár Lázár Antal építészmérnök                                                          |
| Magyar sajtó                       | Riskó Géza, az MTVA sportfőszerkesztője     | Benda László szerkesztő, riporter Süveges Gergő újságíró, televíziós műsorvezető                                               |
| Magyar népművészet és közművelődés | a Bihari János Táncegyüttes                 | Halmos Béla népzene oktató a Szerelmes földrajz ismeretterjesztő filmsorozat (Duna TV)                                         |
| Magyar zeneművészet                | Miklósa Erika operaénekes                   | a Kodály Kórus (Debrecen) Szenthelyi Miklós hegedűművész                                                                       |
| Magyar sport                       | Kulcsár Győző párbajtőröző                  | Magyar Zoltán tornász Portisch Lajos nagymester sakkozó                                                                        |

| Közönségdíj | Bodrogi Gyula színművész |

| Jubileumi Prima Primissima díj | Bálint András színművész, színházigazgató Jancsó Miklós filmrendező Jordán Tamás színművész, rendező Szörényi Levente előadóművész, zeneszerző Zoboki Gábor építész |

#### 2013
A díjátadás ideje: december 6., helye: Művészetek Palotája
| Kategória                          | Prima Primissima díj                                       | Prima díj                                                                                          |
| ---------------------------------- | ---------------------------------------------------------- | -------------------------------------------------------------------------------------------------- |
| Magyar irodalom                    | Lackfi János író, költő                                    | Szalay Károly író, történész Vathy Zsuzsa író, prózaíró, újságíró                                  |
| Magyar színház- és filmművészet    | Molnár Piroska színművész                                  | Eszenyi Enikő a Vígszínház igazgatója, rendező, színművész Mészáros Márta filmrendező              |
| Magyar képzőművészet               | Nádler István festőművész                                  | Orosz István grafikusművész Vinczellér Imre festőművész                                            |
| Magyar tudomány                    | Freund Tamás neurobiológus, egyetemi tanár                 | Bor Zsolt lézerfizikus, egyetemi tanár Erdei Anna immunológus, egyetemi tanár                      |
| Magyar oktatás és köznevelés       | Bagdy Emőke klinikai szakpszichológus, professzor emeritus | Pál Ferenc mentálhigiénés szakember, pap a Pető Intézet                                            |
| Magyar építészet és építőművészet  | Bachman Zoltán építész                                     | Golda János építész Karácsony Tamás építész                                                        |
| Magyar sajtó                       | az InfoRádió                                               | Gundel Takács Gábor műsorvezető Novotny Zoltán sportújságíró                                       |
| Magyar sport                       | Darnyi Tamás olimpiai bajnok úszó                          | Jónyer István világbajnok asztaliteniszező Szekeres Pál paralimpikon tőr- és kardvívó, sportvezető |
| Magyar népművészet és közművelődés | Petrás Mária népdalénekes, keramikus                       | Hoppál Mihály néprajzkutató Kiss Ferenc népzenész, zeneszerző                                      |
| Magyar zeneművészet                | Marton Éva operaénekes, egyetemi tanár                     | az Amadinda Ütőegyüttes Snétberger Ferenc gitárművész                                              |

| Közönségdíj | Pál Ferenc mentálhigiénés szakember, pap |

#### 2014
A díjátadás ideje: december 5., helye: Művészetek Palotája, műsorvezetők: Gundel Takács Gábor és Novodomszky Éva
| Kategória                          | Prima Primissima díj                               | Prima díj                                                                                           |
| ---------------------------------- | -------------------------------------------------- | --------------------------------------------------------------------------------------------------- |
| Magyar irodalom                    | Turczi István író, költő, műfordító                | Bodor Ádám író Buda Ferenc költő, műfordító                                                         |
| Magyar színház- és filmművészet    | Csomós Mari színművész                             | Bánsági Ildikó színművész Ragályi Elemér operatőr                                                   |
| Magyar képzőművészet               | Konok Tamás festő- és szobrászművész               | Karátson Gábor festőművész Lakner László festőművész, grafikus                                      |
| Magyar tudomány                    | Barabási Albert László fizikus, hálózatkutató      | Erőss Loránd neurológus, idegsebész Romsics Ignác történész                                         |
| Magyar oktatás és köznevelés       | a Fővárosi Állat- és Növénykert                    | Derdák Tibor szociológus Pósa Lajos matematikus                                                     |
| Magyar építészet és építőművészet  | Pálfy Sándor építész                               | Czigány Tamás építész U. Nagy Gábor építész                                                         |
| Magyar sajtó                       | On The Spot dokumentumfilm sorozat                 | Fölszállott a páva – Duna Televízió Perjés Klára újságíró                                           |
| Magyar sport                       | Polgár Judit sakkozó, nemzetközi nagymester        | Palotai Károly olimpiai bajnok labdarúgó, játékvezető Regőczy Krisztina-Sallay András-jégtánckettős |
| Magyar népművészet és közművelődés | Sárosi Bálint népzenekutató                        | Hagyományok Háza (Budapest) a Jászság Népi Együttes                                                 |
| Magyar zeneművészet                | Sztevanovity Dusán dalszövegíró, dramaturg, zenész | Angelica Leánykar – Gráf Zsuzsanna Jandó Jenő zongoraművész                                         |

| Közönségdíj | a Jászság Népi Együttes |

#### 2015
A díjátadás ideje: december 4., helye: Művészetek Palotája, műsorvezetők: Gundel Takács Gábor és Novodomszky Éva
| Kategória                   | Prima Primissima díj                                 | Prima díj                                                                                      |
| --------------------------- | ---------------------------------------------------- | ---------------------------------------------------------------------------------------------- |
| Magyar irodalom             | Kodolányi Gyula költő, esszéista                     | Marosi Gyula író, dramaturg Oravecz Imre költő, író, műfordító                                 |
| Színház- és filmművészet    | Sándor Pál rendező                                   | Börcsök Enikő színművész Máté Gábor színművész, rendező                                        |
| Képzőművészet               | Vojnich Erzsébet festőművész                         | Csáji Attila képzőművész Károlyi Zsigmond festőművész                                          |
| Tudomány                    | Csíkszentmihályi Mihály pszichológus, egyetemi tanár | É. Kiss Katalin nyelvész Stépán Gábor gépészmérnök, egyetemi tanár                             |
| Oktatás és köznevelés       | Dr. Csapó Benő oktatáskutató, egyetemi tanár         | Dr. Gyarmathy Éva klinikai és nevelés lélektani szakpszichológus a Petőfi Irodalmi Múzeum      |
| Építészet és építőművészet  | Benczúr László okleveles építészmérnök               | Dévényi Tamás okleveles építészmérnök, belsőépítész Tomay Tamás okleveles építészmérnök        |
| Magyar sajtó                | Hajdú B. István sportújságíró                        | Stumpf András újságíró, publicista Vinkó József újságíró, dramaturg, műfordító                 |
| Magyar sport                | Keleti Ágnes ötszörös olimpiai bajnok tornász        | Kásás Tamás háromszoros olimpiai bajnok vízilabdázó Taróczy Balázs teniszező                   |
| Népművészet és közművelődés | a Fonó Budai Zeneház                                 | Ifjú Csoóri Sándor népzenész, zenetanár Levente Péter - Döbrentey Ildikó közösségalkotó társak |
| Zeneművészet                | Kovács János karmester                               | Baráti Kristóf hegedűművész a Budapest Klezmer Band                                            |

| Közönségdíj | a Budapest Klezmer Band |

#### 2016
A díjátadás ideje: december 2., helye: Művészetek Palotája, műsorvezetők: Gundel Takács Gábor és Novodomszky Éva
| Kategória                   | Prima Primissima díj                                                                            | Prima díj |
| --------------------------- | ----------------------------------------------------------------------------------------------- | --- |
| Magyar irodalom             | Vámos Miklós író, műsorvezető                                                                   | Ács Margit író, műkritikus Rónay László irodalomtörténész, tanár                                                          |
| Színház- és filmművészet    | Marton László színházi rendező                                                                  | Andorai Péter színművész Kútvölgyi Erzsébet színművész                                                                    |
| Képzőművészet               | Benkő Imre fotográfus, fotóripoter                                                              | Bukta Imre képzőművész Olasz Ferenc fotográfus, filmrendező                                                               |
| Tudomány                    | Maróth Miklós klasszika-filológus, orientalista                                                 | Dr. Bihari Mihály jogász, politológus Prof. Dr. Perner Ferenc sebész, professzor emeritus, az orvostudományok doktora     |
| Oktatás és köznevelés       | Hejőkeresztúri IV. Béla Általános Iskola, hátránykompenzáló pedagógiai módszert használó iskola | Földes Imre zenetörténész, zenepedagógus, ny. egyetemi tanár Szarka Attila gyógypedagógus, pszichopedagógus, szupervizor  |
| Építészet és építőművészet  | Tima Zoltán okleveles építészmérnök                                                             | Pelényi Margit építész Winkler Barnabás építész                                                                           |
| Magyar sajtó                | Oplatka András történész, újságíró, műfordító                                                   | Baraczka Eszter újságíró, a közmédia brüsszeli tudósítója Végh Alpár Sándor tárcaíró, publicista                          |
| Magyar sport                | Földi Imre olimpiai bajnok súlyemelő, edző                                                      | Kőbán Rita kétszeres olimpiai bajnok kajakozó, kajakedző Sákovicsné Dömölky Lídia olimpiai bajnok vívó, szakedző, szakíró |
| Népművészet és közművelődés | Mikulás Ferenc stúdióvezető, producer, fesztiváligazgató                                        | Maczkó Mária népdalénekes Szokolay Dongó Balázs népi hangszeres szólista                                                  |
| Zeneművészet                | Medveczky Ádám karmester, címzetes egyetemi tanár                                               | Balázs János zongoraművész Dr. Vigh Andrea hárfaművész, a Liszt Ferenc Zeneművészeti Egyetem rektora                      |

| Közönségdíj | Olasz Ferenc fotográfus, filmrendező |

#### 2017
A díjátadás ideje: december 1., helye: Művészetek Palotája, műsorvezetők: Novodomszky Éva és Szujó Zoltán
| Kategória                   | Prima Primissima díj                                   | Prima díj |
| --------------------------- | ------------------------------------------------------ | --- |
| Magyar irodalom             | Kányádi Sándor költő, író, műfordító                   | Kiss Benedek költő, műfordító Szilágyi István iró                                                                                      |
| Színház- és filmművészet    | Enyedi Ildikó filmrendező, forgatókönyvíró             | Blaskó Péter színművész Hegedűs D. Géza színművész, rendező, egyetemi tanár                                                            |
| Képzőművészet               | Birkás Ákos festőművész                                | Haris László fotóművész Horkay István képzőművész                                                                                      |
| Tudomány                    | Dr. Vicsek Tamás fizikus, akadémikus, MTA rendes tagja | Dr. Blaskó Gábor gyógyszerkutató vegyész, MTA rendes tagja Dr. Pintz János matematikus, akadémikus, kutatóprofesszor, MTA rendes tagja |
| Oktatás és köznevelés       | Hámori Veronika nyugalmazott iskolaigazgató            | Dr. Lukács István irodalomtörténész, intézetigazgató Prof. Dr. Sótonyi Péter Tamás rektor, állatorvos-anatómus                         |
| Építészet és építőművészet  | Dr. Farkas Gábor DLA építész                           | Csomay Zsófia építész, belsőépítész Pazár Béla építészmérnök                                                                           |
| Magyar sajtó                | Baló György szerkesztő, műsorvezető                    | Hazajáró – honismereti magazinműsor Kopeczky Lajos újságíró, riporter                                                                  |
| Magyar sport                | Fábiánné Rozsnyói Katalin kajak-kenu mesteredző        | Kocsis Ferenc olimpiai bajnok birkózó, mesteredző Wichmann Tamás világbajnok, olimpiai ezüstérmes kenus                                |
| Népművészet és közművelődés | Dr. Bálint György kertészmérnök                        | Erdélyi Tibor táncművész, koreográfus, népi szobrász folkMAGazin népművészeti folyóirat                                                |
| Zeneművészet                | Eötvös Péter zeneszerző, karmester                     | Antal Mátyás fuvolaművész, karmester Várdai István csellóművész                                                                        |

| Közönségdíj | Hazajáró – honismereti magazinműsor |

#### 2018
A díjátadás ideje: december 7., helye: Művészetek Palotája.
| Kategória                          | Prima Primissima díj                                                | Prima díj |
| ---------------------------------- | ------------------------------------------------------------------- | --- |
| Magyar irodalom                    | Görgey Gábor író, költő                                             | Bertók László költő, író Vári Attila író, költő                                                                             |
| Magyar színház- és filmművészet    | Szirtes Ági színész                                                 | Székely Gábor rendező Venczel Vera színész                                                                                  |
| Magyar képzőművészet               | Korniss Péter fotográfus                                            | Katona Szabó Erzsébet textilművész Maurer Dóra képzőművész professor emerita                                                |
| Magyar tudomány                    | Dr. Sótonyi Péter orvos, patológus, egyetemi tanár                  | Dr. Frei Zsolt asztrofizikus, intézetigazgató, egyetemi tanár Dr. Hamza Gábor jogtudós, egyetemi tanár, az MTA rendes tagja |
| Magyar oktatás és köznevelés       | Prof. Dr. Falus Iván pedagógus, egyetemi tanár                      | „A zene mindenkié” Egyesület L. Ritók Nóra pedagógus                                                                        |
| Magyar építészet és építőművészet  | Nagy Csaba építész                                                  | Potzner Ferenc építész, művészettörténész Tokár György építész                                                              |
| Magyar sajtó                       | Portfolio.hu online újság                                           | Bősze Ádám műsorvezető, zenetörténész Rubicon folyóirat                                                                     |
| Magyar sport                       | Dr. Magyar Zoltán tornász                                           | Kozák Danuta kajakozó Vereczkei Zsolt paraúszó                                                                              |
| Magyar népművészet és közművelődés | Kallós Zoltán Alapítvány – Válaszút                                 | Kiss János balettművész Vujicsics együttes                                                                                  |
| Magyar zeneművészet                | Fischer Ádám karmester, a Budapesti Wagner-napok művészeti vezetője | Dresch Mihály dzsessz zenész Várjon Dénes zongoraművész                                                                     |

| Közönségdíj | L. Ritók Nóra pedagógus |

#### 2019
A díjátadás ideje: december 6., helye: Művészetek Palotája.
| Kategória                          | Prima Primissima díj                                                                               | Prima díj |
| ---------------------------------- | -------------------------------------------------------------------------------------------------- | --- |
| Magyar irodalom                    | Ferdinandy György író, költő                                                                       | Alexa Károly író, irodalomtörténész Sárközi Mátyás író                                                                                                   |
| Magyar színház- és filmművészet    | Tóth Ildikó színművész                                                                             | Ascher Tamás rendező Szarvas József színművész |
| Magyar képzőművészet               | Bak Imre festőművész                                                                               | Lovas Ilona képzőművész Waliczky Tamás animációs és újmédia művész                                                                                       |
| Magyar tudomány                    | Dr. Ádám Veronika professor emeritus, az MTA rendes tagja                                          | Dr. Fülöp Ferenc vegyész, egyetemi tanár Dr. Szász Domokos professor emeritus, az MTA rendes tagja                                                       |
| Magyar oktatás és köznevelés       | Neuwirth Anna Mária néptáncpedagógus                                                               | Napsugár Alapítvány gyermekfolyóirat kiadó, gyermek- és pedagógusrendezvények szervezője Tudományos Ismeretterjesztő Társulat ismeretterjesztő egyesülés |
| Magyar építészet és építőművészet  | Bachman Gábor építész, tervezőművész                                                               | Dr. Ferkai András építészettörténész, egyetemi tanár Zsuffa Zsolt építész                                                                                |
| Magyar sajtó                       | Dr. Exterde Tibor szerkesztő, műsorvezető                                                          | Keresztes Ilona Kossuth Rádió vezető szerkesztő Millásreggeli reggeli gazdasági rádióműsor                                                               |
| Magyar sport                       | Dr. Kotsis Attiláné Kincsesy Gabriella ny. testnevelő tanár és ny. mesteredző, aktív szaktanácsadó | Göröcs János labdarúgó Dr. Kamuti Jenő vívó, orvos, sportvezető                                                                                          |
| Magyar népművészet és közművelődés | Balogh Kálmán cimbalomművész                                                                       | Fazekas dinasztia a nádudvari fekete kerámia mesterei Téka Művelődési Alapítvány közművelődést és szórványoktatást szervező civil szervezet              |
| Magyar zeneművészet                | Dés László előadóművész, zeneszerző                                                                | Dubrovay László zeneszerző, ny. egyetemi tanár Gulyás Dénes operaénekes, a Pécsi Nemzeti Színház zeneigazgatója, rendező                                 |

| Közönségdíj | Keresztes Ilona a Kossuth Rádió vezető szerkesztője |

### 2020-as évek

#### 2020
2020-ban a Prima Primissima Alapítvány úgy döntött, hogy nem adják át a díjat a Covid19-pandémia miatt. Ennek ellenére segíteni kívánta a magyar kulturális életet, ezért alternatív elismerésként tíz szervezetet támogatott, amely hátrányos helyzetbe került a világjárvány miatt.
| Díjazott                                                                   | Díjátvevő                                                                  | Ismertető |
| -------------------------------------------------------------------------- | -------------------------------------------------------------------------- | --- |
| Autizmus Alapítvány                                                        | Dr. Balázs Anna elnök Gájerné Balázs Gizella főigazgató-helyettes          | Az Autizmus Alapítvány egyedülálló sajátossága, hogy Módszertani Központja integrálja az oktatásügy, az egészségügy, illetve a szociális területen működő, közvetlenül az érintettek és családjaik számára ellátást nyújtó intézmények munkáját és az ezekre épülő képzéseket, módszertani fejlesztéseket és kutatásokat.             |
| Az Értelmi Fogyatékosok Fejlődését Szolgáló Magyar Down Alapítvány         | Dr. Gruiz Katalin elnök                                                    | A Down Alapítvány közhasznú szervezet, mely az értelmi fogyatékos embert szerteágazó segítő tevékenységgel szolgálja, a gyermek megszületésétől idős korig. |
| Együtt Az Autistákért Alapítvány                                           | Szijjártó-Nagy Szilvia elnök                                               | Az Alapítvány célja egy sokkal élhetőbb világ megteremtése az autizmus spektrumzavaros gyermekeknek és családjaiknak. Az autizmus spektrumzavar nem csak az „Esőember” típusú tünetegyüttest jelenti. |
| Értelmi Fogyatékossággal Élők és Segítőik Országos Érdekvédelmi Szövetsége | Gyene Piroska elnök                                                        | Az ÉFOÉSZ küldetése, az értelmi fogyatékossággal élő emberek és családtagjaik társadalmi hátrányainak kiegyenlítése, érdekeik érvényesítése, védelme, képviselete, emberi és állampolgári jogaik, társadalmi integrációjuk, szociális biztonságuk, rehabilitációjuk biztosítása, esélyegyenlőségük megvalósítása.                     |
| Gyermekleukémia Alapítvány                                                 | Fodor Zsuzsanna kurátor Farkas Erika kommunikációs vezető                  | 2003-ban Együtt a Leukémiás Gyermekekért Alapítvány néven alapított nonprofit szervezet célja a Magyarország területén élő leukémiás és egyéb daganatos megbetegedésben szenvedő gyermekek életkörülményeinek javítása, a gyógyulásra való esély növelése. Hosszú nevük: Együtt a Leukémiás Gyermekekért- Gyermekleukémia Alapítvány. |
| Kézenfogva Alapítvány                                                      | Dr. Éliás Sára kuratóriumi elnök Pordán Ákos ügyvezető igazgató            | A KézenFogva Alapítványt három magánszemély, Göncz Árpád, Róna Péter és Való Károly hozták létre 1993-ban azzal a céllal, hogy az értelmi és halmozottan fogyatékos emberek élethelyzetén javítsanak országos szinten. |
| Magyar Hospice Alapítvány                                                  | Dr. Hajnal Miklós Pál kuratóriumi elnök Dr. Muszbek Katalin orvos igazgató | Hazánkban 1991-ben a Polcz Alaine által vezetett Magyar Hospice Alapítvány megalakulásával jelent meg a hospice szemléletű ellátás. Hozzájárulnak a daganatos betegek egyénre szabott térítésmentes, humánus ápolásához, fájdalomcsillapításához, a méltóságuk utolsó pillanatig való megőrzéséhez és családjuk lelki támogatásához.  |
| Magyar Máltai Szeretetszolgálat Alapítvány                                 | Kozma Imre alapító                                                         | „A hit védelme és a szegények szolgálata” Több mint kilencszáz éve ez minden Máltai szervezet jelmondata a világon. |
| Országos Mentőszolgálat Alapítvány                                         | Dr. Czakler Éva alapítványi alelnök                                        | Az Országos Mentőszolgálat Alapítványt az összes magyarországi mentőállomásért és társaikért tenni akaró mentődolgozók hozták létre 2004-ben. |
| Peter Cerny Alapítvány a Beteg Koraszülöttek Gyógyításáért                 | Dr. Somogyvári Zsolt főorvos, szakmai vezető                               | Az alapító célja annak az anyagi, technikai és személyi bázisnak megteremtése, amely biztosítja a koraszülöttek, a beteg újszülöttek és csecsemők mentését, szállítását, intenzív ellátását valamint a gyermekek intenzív kezelését követő teljeskörű gondozási és rehabilitációs feladatokat.                                        |

#### 2021
A díjátadás ideje: december 3., helye: Művészetek Palotája, műsorvezetők: Bősze Ádám és Novodomszky Éva
| Kategória                          | Prima Primissima díj                                           | Prima díj |
| ---------------------------------- | -------------------------------------------------------------- | --- |
| Magyar irodalom                    | Dr. Kovács István költő, műfordító, történész, polonista       | Ferenczes István író, költő Száraz Miklós György író                                                               |
| Magyar színház- és filmművészet    | Básti Juli színművész                                          | Rofusz Ferenc animációs filmrendező Szacsvay László színművész                                                     |
| Magyar képzőművészet               | Szőcs Miklós TUI szobrászművész                                | Barabás Márton DLA, festő- és szobrászművész Keresztes Dóra grafikusművész, animációsfilm-rendező                  |
| Magyar tudomány                    | Dr. Kondorosi Éva molekuláris biológus                         | Dr. Egyed Ákos történész Dr. Pászthy Bea gyermekorvos, gyermekpszichiáter, családpszichoterapeuta                  |
| Magyar oktatás és köznevelés       | Bolyai János Matematikai Társulat                              | Dr. Nikolov Marianne egyetemi tanár, professzor emerita Dr. Pásztor Zsuzsanna zongoraművész-tanár, egyetemi oktató |
| Magyar építészet és építőművészet  | Kovács Csaba építész, belsőépítész, habilitált egyetemi docens | Patonai Dénes DLA, építészmérnök Szabó Levente DLA, építész, egyetemi tanár                                        |
| Magyar sajtó                       | Rónai Egon újságíró, televíziós-rádiós műsorvezető, riporter   | Borbás Mária televíziós szerkesztő Madár István közgazdász, elemző, újságíró                                       |
| Magyar sport                       | Jónyer–Klampár–Gergely trió világbajnok asztaliteniszezők      | Egervári Sándor labdarúgó, mesteredző Rejtő Ildikó olimpiai bajnok tőrvívó, szakedző                               |
| Magyar népművészet és közművelődés | Héra Éva közművelődési szakember                               | Farkas Zoltán „Batyu” és Tóth Ildikó „Fecske” néptáncművészek Vavrinecz András népzenész, egyetemi oktató          |
| Magyar zeneművészet                | Takács-Nagy Gábor hegedűművész, karmester                      | Lukács Miklós cimbalomművész Tolcsvay László zeneszerző                                                            |

| Közönségdíj | Borbás Mária televíziós szerkesztő |

#### 2022
A díjátadás ideje: december 2., helye: Művészetek Palotája.
| Kategória                          | Prima Primissima díj                                     | Prima díj                                                                                             |
| ---------------------------------- | -------------------------------------------------------- | --- |
| Magyar irodalom                    | Dobai Péter költő, író, dramaturg                        | Kovács András Ferenc költő, esszéíró, műfordító Tóth Erzsébet költő                                   |
| Magyar színház- és filmművészet    | Gálffi László színművész                                 | Pogány Judit színművész Popova Aleszja balettművész                                                   |
| Magyar képzőművészet               | Hager Ritta textilművész                                 | Baksai József festő- és grafikusművész Vagyóczky Károly grafikusművész, bankjegytervező               |
| Magyar tudomány                    | Lovász László matematikus                                | Dr. Halmai Péter közgazdász Prof. Dr. habil. Szakály Sándor történész                                 |
| Magyar oktatás és köznevelés       | Härtlein Károly mesteroktató                             | Gabnai Katalin drámatanár, színikritikus Nógrádi Gábor író, népművelő                                 |
| Magyar építészet és építőművészet  | Sugár Péter építész, egyetemi tanár                      | Gettó Tamás DLA, építész, belsőépítész, egyetemi tanár Váncza László építész                          |
| Magyar ismeretterjesztés és média  | Bartók Rádió komolyzenei rádió                           | Hadas Krisztina televíziós újságíró, szerkesztő, riporter Juhász Anna irodalmár, kulturális menedzser |
| Magyar sport                       | Hegedüs Csaba olimpiai bajnok birkózó, mesteredző        | Pézsa Tibor olimpiai és világbajnok kardvívó Vörös Zsuzsanna olimpiai bajnok öttusázó                 |
| Magyar népművészet és közművelődés | Kovács Gyula erdész, a régi magyar gyümölcsfajták őrzője | Táncház Egyesület Virágvölgyi Márta hegedűtanár, népzenész                                            |
| Magyar zeneművészet                | Keller András hegedűművész, karmester                    | Horváth Kornél ütőhangszeres előadóművész Kovács Kati énekesnő, szövegíró, filmszínésznő              |

| Közönségdíj | Hadas Krisztina televíziós újságíró, szerkesztő, riporter |

#### 2023
A díjátadás ideje: december 1., helye: Művészetek Palotája.
| Kategória                          | Prima Primissima díj                                                    | Prima díj |
| ---------------------------------- | ----------------------------------------------------------------------- | --- |
| Magyar irodalom                    | Kontra Ferenc író, költő, műfordító, szerkesztő                         | Füzesi Magda költő, író Szabó T. Anna költő, író, műfordító                                                                                     |
| Magyar színház- és filmművészet    | Tarr Béla filmrendező, forgatókönyvíró                                  | Csákányi Eszter színművész Lázár Kati színművész, rendező                                                                                       |
| Magyar képzőművészet               | Lukácsi László üvegszobrászművész                                       | Drozdik Orsolya (Orshi) képzőművész Lugossy László festőművész, performer                                                                       |
| Magyar tudomány                    | Kiss L. László fizikus, csillagász, akadémikus                          | Prószéky Gábor, matematikus, nyelvész, egyetemi tanár, az MTA doktora Sólyom Jenő, fizikus, akadémikus                                          |
| Magyar oktatás és köznevelés       | Katz Sándor középiskolai matematika-fizika szakos tanár                 | a romatelepeken élők esélyegyenlőségét támogató BAGázs Közhasznú Egyesület Csáki Csaba műszaki tanár, festő-mázoló-tapétázó mester              |
| Magyar építészet és építőművészet  | Ferencz Marcel építész, egyetemi tanár                                  | Csillag Katalin építész Hegedűs Péter építészmérnök                                                                                             |
| Magyar ismeretterjesztés és média  | az M4 Sport televíziós sportcsatorna                                    | Tóth Szabolcs Töhötöm újságíró, podcaster a Virtuózok klasszikus zenei tehetségkutató és ismeretterjesztő műsor                                 |
| Magyar sport                       | Faragó Tamás olimpiai, világ- és Európa-bajnok vízilabdázó, mesteredző  | Fábián László, olimpiai, világ- és Európa-bajnok öttusázó, sportvezető Kovács Antal, olimpiai, világ- és Európa-bajnok cselgáncsozó, közgazdász |
| Magyar népművészet és közművelődés | Gőz László harsonaművész, a Budapest Music Center alapítója és vezetője | Juhász Zoltán népzenész, kutatómérnök a Népművészeti Egyesületek Szövetsége Kárpát-medencei hatókörű civil szervezet                            |
| Magyar zeneművészet                | Sapszon Ferenc karnagy                                                  | Hollerung Gábor karmester, karvezető Pitti Katalin operaénekes                                                                                  |

| Közönségdíj | Hollerung Gábor karmester, karvezető |

#### 2024
A díjátadás ideje: december 6., helye: Művészetek Palotája.
| Kategória                          | Prima Primissima díj                                          | Prima díj |
| ---------------------------------- | ------------------------------------------------------------- | --- |
| Magyar irodalom                    | Temesi Ferenc, író, műfordító, drámaíró, forgatókönyvíró      | Berg Judit író Végh Attila költő, próza- és esszéíró |
| Magyar színház- és filmművészet    | Rudolf Péter színművész, színház- és filmrendező              | Szakács Györgyi jelmeztervező Uhrik Teodóra balettművész                                                                                                   |
| Magyar képzőművészet               | Mengyán András képzőművész, designer                          | Elekes Károly festő-, szobrász- és grafikusművész Szűcs Attila festőművész, képzőművész                                                                    |
| Magyar tudomány                    | Roska Botond neurobiológus, egyetemi tanár                    | Prof. Dr. Dóczi Tamás idegsebész, egyetemi tanár Dr. Entz Géza művészettörténész, műemlékvédelmi szakember                                                 |
| Magyar oktatás és köznevelés       | Lajos Józsefné matematikatanár, matematika tantárgyi szakértő | Pénzes Ottó történelemtanár, iskolaigazgató Szentegyházi Gyermekfilharmónia (Fili) 100 tagú gyermekkórus és 40 tagú ifjúsági szimfonikus zenekar együttese |
| Magyar építészet és építőművészet  | Földes László építész                                         | Andor Anikó táj- és kertépítész, c. egyetemi tanár Vadász Bence DLA építész                                                                                |
| Magyar ismeretterjesztés és média  | Betlen János televíziós műsorvezető                           | Kutatók éjszakája ismeretterjesztő programsorozat Vass István Zoltán sportriporter, újságíró                                                               |
| Magyar sport                       | Gyulay Zsolt olimpiai bajnok kajakozó, sportvezető            | Dr. Gyarmati Andrea olimpiai ezüstérmes úszó, orvos, író Gyurta Dániel olimpiai bajnok úszó                                                                |
| Magyar népművészet és közművelődés | Salamon Beáta népzenész, előadóművész, tanár                  | Bognár Szilvia népdalénekes Kerényi Róbert Szigony népzenész, népzenegyűjtő, tanár                                                                         |
| Magyar zeneművészet                | Rúzsa Magdolna énekes, dalszerző                              | Boldoczki Gábor trombitaművész, a Liszt Ferenc Zeneművészeti Egyetem tanára Budai Lívia operaénekes                                                        |

| Közönségdíj | Szentegyházi Gyermekfilharmónia |

## A Prima Primissima Alapítvány
A kuratórium tagjai (2020–):
- Csányi Sándor (elnök), az OTP Bank elnök-vezérigazgatója, a VOSZ társelnöke, az MLSZ elnöke.
- Balogh Gabriella, a Net Média Zrt. Igazgatóságának tagja, Goodstep Consulting Kft. ügyvezetője
- Dr. Freund Tamás neurobiológus, az MTA elnöke, 2013. évi Prima Primissima díjazott
- Kodolányi Gyula költő, műfordító, irodalomtörténész, 2015. évi Prima Primissima díjazott
- Kozma Imre atya a Magyar Máltai Szeretetszolgálat alapítója és elnöke, 2005. évi Primissima díjas
- Tolnay Tibor a Magyar Építő Zrt. elnök-vezérigazgatója, az Építési Vállalkozók Országos Szakszövetsége (ÉVOSZ) elnöke

Korábbi kuratóriumi tagok:
Baán László, Csomor Gábor, Czeglédi László, Dávid Ferenc, Hanák András, Jókai Anna, Lovassy Tamás, Perlusz László, Szőnye József, Takács Ildikó, Zwack Péter

## A Társadalmi Tanácsadó Testület
A Társadalmi Tanácsadó Testület 2003 és 2012 között működött, tagjait a Prima Primissima díj alapítója jelölte ki, határozatlan időre.
| Év   | Tagok |
| ---- | --- |
| 2003 | Chikán Attila közgazdász, egyetemi tanár, Elek István közíró, kritikus, Finta József építész, Glatz Ferenc történész, akadémikus, Hankiss Elemér szociológus, Huszti Péter színművész, Jankovics Marcell filmrendező, művelődéstörténész, Jókai Anna író, Kő Pál szobrász, egyetemi tanár, Pomogáts Béla irodalomtörténész, Schwajda György író, rendező, Szabó István filmrendező, Szilágyi János újságíró, Vince Mátyás újságíró. |
| 2004 | Chikán Attila közgazdász, egyetemi tanár, Elek István közíró, kritikus, Finta József építész, Glatz Ferenc történész, akadémikus, Hankiss Elemér szociológus, Jankovics Marcell filmrendező, művelődéstörténész, Jókai Anna író, Kő Pál egyetemi tanár, Pomogáts Béla irodalomtörténész, Sárközy Tamás egyetemi tanár, Schwajda György író, rendező, Szabó István filmrendező, Szinetár Miklós rendező, Vince Mátyás újságíró. |
| 2005 | Bálint András színművész, Chikán Attila közgazdász, egyetemi tanár, Elek István közíró, kritikus, Finta József építész, Glatz Ferenc történész, akadémikus, Hankiss Elemér szociológus, Jankovics Marcell filmrendező, művelődéstörténész, Jókai Anna író, Kő Pál egyetemi tanár, Pomogáts Béla irodalomtörténész, Sárközy Tamás egyetemi tanár, Schwajda György író, rendező, Szabó István filmrendező, Szinetár Miklós rendező, Szokolay Sándor zeneszerző, Vince Mátyás újságíró.                                                                            |
| 2006 | Bálint András színművész, Chikán Attila közgazdász, egyetemi tanár, Elek István közíró, kritikus, Finta József építész, Gazsó Ferenc egyetemi tanár, Glatz Ferenc történész, akadémikus, Hankiss Elemér szociológus, Jankovics Marcell filmrendező, művelődéstörténész, Jókai Anna író, Kozma Imre az MMSZ elnöke, Sárközy Tamás egyetemi tanár, Schwajda György író, rendező, Szabó István filmrendező, Szinetár Miklós rendező, Szokolay Sándor zeneszerző, Vince Mátyás újságíró.                                                                            |
| 2007 | Bálint András színművész, Chikán Attila közgazdász, egyetemi tanár, Csete György építész, Elek István közíró, kritikus, Gazsó Ferenc egyetemi tanár, Granasztói György történész, Jókai Anna író, Kozma Imre az MMSZ elnöke, Sárközy Tamás egyetemi tanár, Schwajda György író, rendező, Sváby Lajos festőművész, Szabó István filmrendező, Szinetár Miklós rendező, Szokolay Sándor zeneszerző, Vince Mátyás újságíró, Vizi E. Szilveszter akadémikus. |
| 2008 | Bálint András színművész, a Radnóti Színház igazgatója, Csete György építész, Gazsó Ferenc egyetemi tanár, Granasztói György történész, Jókai Anna író, Kocsis Zoltán zongoraművész, Kozma Imre az MMSZ elnöke, Mészáros Tamás a Budapesti Corvinus Egyetem rektora, Sárközy Tamás egyetemi tanár, Schwajda György író, rendező, Sváby Lajos festőművész, Szabó István filmrendező, Szinetár Miklós rendező, Vince Mátyás újságíró, Vizi E. Szilveszter akadémikus.                                                                                             |
| 2009 | Bánki András újságíró, Csete György építész, Gazsó Ferenc egyetemi tanár, Granasztói György történész, Jókai Anna író, Kádár Béla akadémikus, Kocsis Zoltán zongoraművész, Kozma Imre, a Magyar Máltai Szeretetszolgálat elnöke, Lukács Sándor színművész, Mádl Ferenc akadémikus, egyetemi tanár, Mészáros Tamás a Budapesti Corvinus Egyetem rektora, Novák Ferenc néptánc-koreográfus, Sváby Lajos festőművész, Szabó István filmrendező, Szinetár Miklós rendező, egyetemi tanár, Vizi E. Szilveszter akadémikus.                                           |
| 2010 | Bánki András újságíró, Gazsó Ferenc egyetemi tanár, Granasztói György történész, Jókai Anna író, Kádár Béla akadémikus, Kocsis Zoltán zongoraművész, Kozma Imre a Magyar Máltai Szeretetszolgálat elnöke, Lukács Sándor színművész, Mádl Ferenc akadémikus, egyetemi tanár, Mészáros Tamás a Budapesti Corvinus Egyetem rektora, Novák Ferenc néptánc-koreográfus, Novák István építész, Sváby Lajos festőművész, Szabó István filmrendező, Szinetár Miklós rendező, egyetemi tanár, Vizi E. Szilveszter akadémikus                                             |
| 2011 | Bánki András újságíró, Gazsó Ferenc egyetemi tanár, Granasztói György történész, Jókai Anna író, Kádár Béla akadémikus, Kocsis Zoltán zongoraművész, Kozma Imre a Magyar Máltai Szeretetszolgálat elnöke, Lukács Sándor színművész, Mészáros Tamás a Budapesti Corvinus Egyetem rektora, Novák Ferenc néptánc-koreográfus, Novák István építész, Sváby Lajos festőművész, Szabó István filmrendező, Szinetár Miklós rendező, egyetemi tanár, Vizi E. Szilveszter akadémikus                                                                                     |
| 2012 | Bánki András újságíró, Fekete György belsőépítész, a Magyar Művészeti Akadémia volt elnöke, Gazsó Ferenc szociológus, egyetemi tanár, Granasztói György történész, Jókai Anna író, Kádár Béla akadémikus, Kocsis Zoltán zongoraművész, Kozma Imre, a Magyar Máltai Szeretetszolgálat elnöke, Lukács Sándor színművész, Mészáros Tamás közgazdász, egyetemi tanár, Novák Ferenc néptánc-koreográfus, Novák István építész, Sváby Lajos festőművész, Szabó István filmrendező, Szinetár Miklós rendező, egyetemi tanár, Vizi E. Szilveszter agykutató, akadémikus |